# Hsinchu (län)

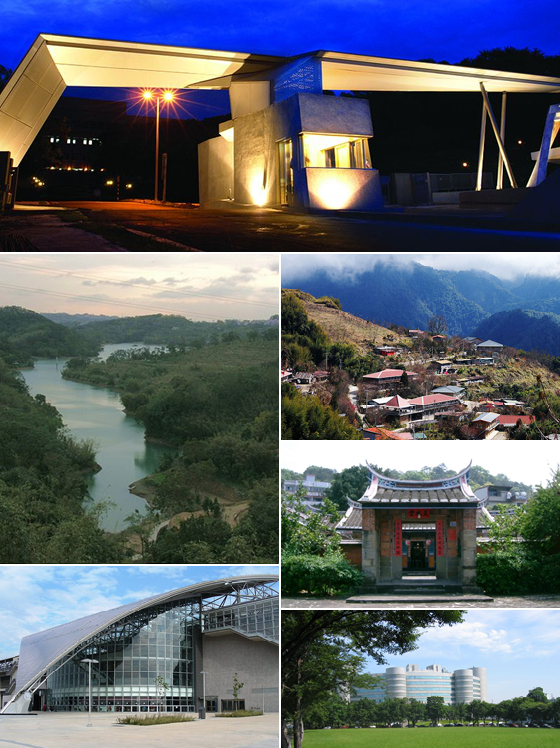
Vyer från distriktet.

Distriktet Hsinchu (pinyin: Xīnzhú Xiàn) är ett av önationen Taiwans 22 administrativa områden.

## Geografi
Distriktet ligger i landets nordvästra del och gränsar söderut mot Miaoli och Taichung, österut mot Yilan, norrut mot Taoyuan och västerut mot Hsinchu och Taiwansundet.
Distriktet har en yta på cirka 1 482 km². Befolkningen uppgår till cirka 428 000 invånare. Befolkningstätheten är cirka 289 invånare / km².
Inom distriktet finns nationalparken Shei-Pa National Park (Xuěbà Guójiā Gōngyuán), inom parken ligger även Taiwans näst högsta berg Xueshan (Xuě Shān).

## Förvaltning
Distriktet är underdelad i 1 stadsområde (shì) och 12 orter (3 jhèng och 9 siang).
Distriktet förvaltas av ett länsråd ("Xīnzhú Xiàn Yìhuì" / Hsinchu County Council) under ledning av en guvernör ("Xiàn Cháng" / magistrate).
Distriktets ISO 3166-2-kod är "TW-HSQ". Huvudorten är Zhubei i den nordvästra delen.